# Gonow Aoosed GX5
 (novembre 2023).
Le Gonow Aoosed GX5 (奥轩 GX5) est un SUV crossover produit de 2010 à 2016 par le constructeur chinois Guangzhou Automobile sous la marque Gonow.
Initialement appelé Gonow Aoosed G5, il fait ses débuts au Salon de automobile de Guangzhou le 21 décembre 2010. Une mise à jour majeure a lieu en 2012 et son nom est changé Aoosed GX5 pour être vendu aux côtés du GX6, plus haut de gamme.

## Caractéristiques
L'Aoosed G5 est propulsé par un moteur de 2,4 litres d'origine Mitsubishi avec un couple pouvant atteindre 196 Nm. Il est également équipé d'une boîte de vitesses automatique Hyundai à 5 rapports et peut passer du mode 4 roues motrices au mode 2 roues motrices en fonction du terrain. Le prix de l'Aoosed G5 varie de 86 800 yuans à 148 800 yuans.
La version mise à jour comprend des pare-chocs avant et arrière légèrement redessinés et un nouveau moteur de 2,0 litres et un moteur diesel de 2,5 litres,. Le prix de l'Aoosed GX5 varie de 109 800 yuans à 151 800 yuans.